# Ponte Lambro

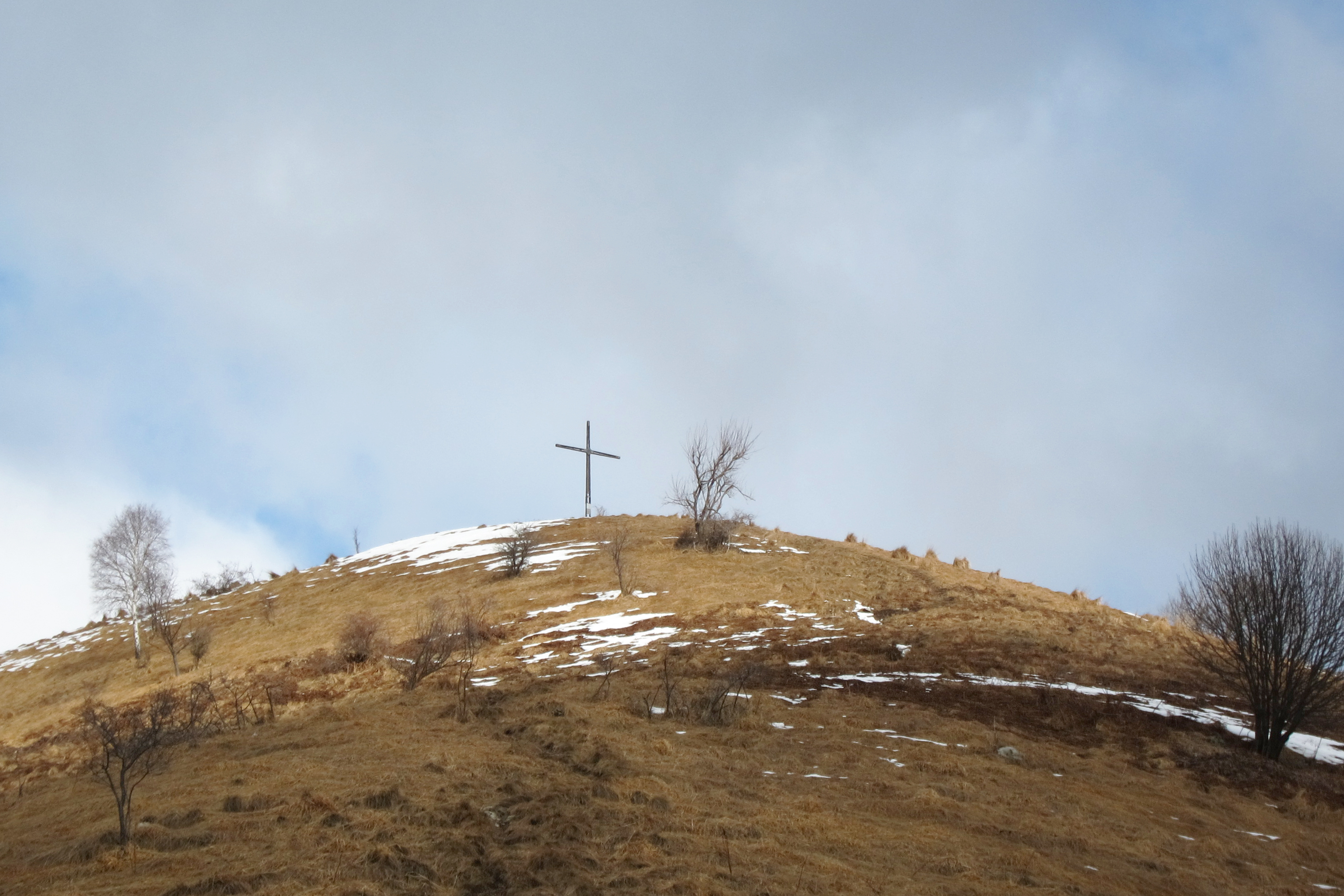
La vetta del Monte Puscio che sovrasta il comune

Ponte Lambro (semplicemente Ponte fino al 1928; Pont in dialetto brianzolo, AFI: /ˈpuːŋt/) è un comune italiano di 4 274 abitanti della provincia di Como in Lombardia. Il centro dell'Alta Brianza, attraversato dal Lambro e sovrastato dal monte Puscio, si trova a 17 km da Como e a 17 da Lecco. La sua posizione nella Penisola Lariana la pone fra i due rami del Lago di Como.

## Storia
Attestata sin dal VI secolo a.C., quando Tolomeo ne segnalò l'esistenza con il nome di Flavia Lambris, assunse poi il nome di Lambriacam, segnalato da Pomponio Mela nel terzo Libro di De Chronographia, poi quello di Ponteligno e infine Ponte. Da Ponte Lambro, in epoca romana, passava la via Mediolanum-Bellasium, strada romana che metteva in comunicazione Mediolanum (Milano) con Bellasium (Bellagio).
I resti più antichi risalgono invece al IV secolo, quando vi fu realizzata un'abitazione coloniale di età imperiale, vennero trovati nel corso del XX secolo. Nel 1285 fu espugnata dai Visconti e devastata. A partire dal Medioevo fu sede di un convento dei Servi di Maria.
Durante il Ducato di Milano, il comune di Ponte faceva parte della pieve di Incino. In questo periodo, il territorio di Lezza era prevalentemente campestre, Mazzonio costituiva un borgo fortificato e a Fucina si trovavano numerosi mulini ad acqua.
Un decreto di riorganizzazione amministrativa del Regno d'Italia napoleonico datato 1807 sancì, per il comune di Ponte, l'annessione di Arcellasco e Lezza. La decisione fu tuttavia cancellata dalla Restaurazione.
Nel 1928, con l'aggregazione di Lezza, il nome fu cambiato in Ponte Lezza, per divenire per la prima volta Ponte Lambro l'anno successivo.

### Simboli
Lo stemma araldico è così definito nel regio decreto del 12 marzo 1931, trascritto a pagina 316 del Libro araldico degli enti morali:
Il gonfalone in uso è un drappo di azzurro.

## Monumenti e luoghi d'interesse

### Architetture religiose

#### Santa Maria Annunciata
La principale chiesa di Ponte Lambro, sede della parrocchia, è intitolata alla Santissima Maria Annunciata. Sebbene il suo aspetto odierno risalga al 1785, quando Simone Cantoni, su commissione dei due parroci dell'epoca (Carlo Antonio Brioschi e Antonio Maria Staurenghi), la rimodellò secondo il gusto dell'epoca, la chiesa, preceduta da un'ampia scalinata, risale al secolo precedente. La facciata fu ulteriormente ritoccata nel XIX secolo e comunque dopo il 1807.

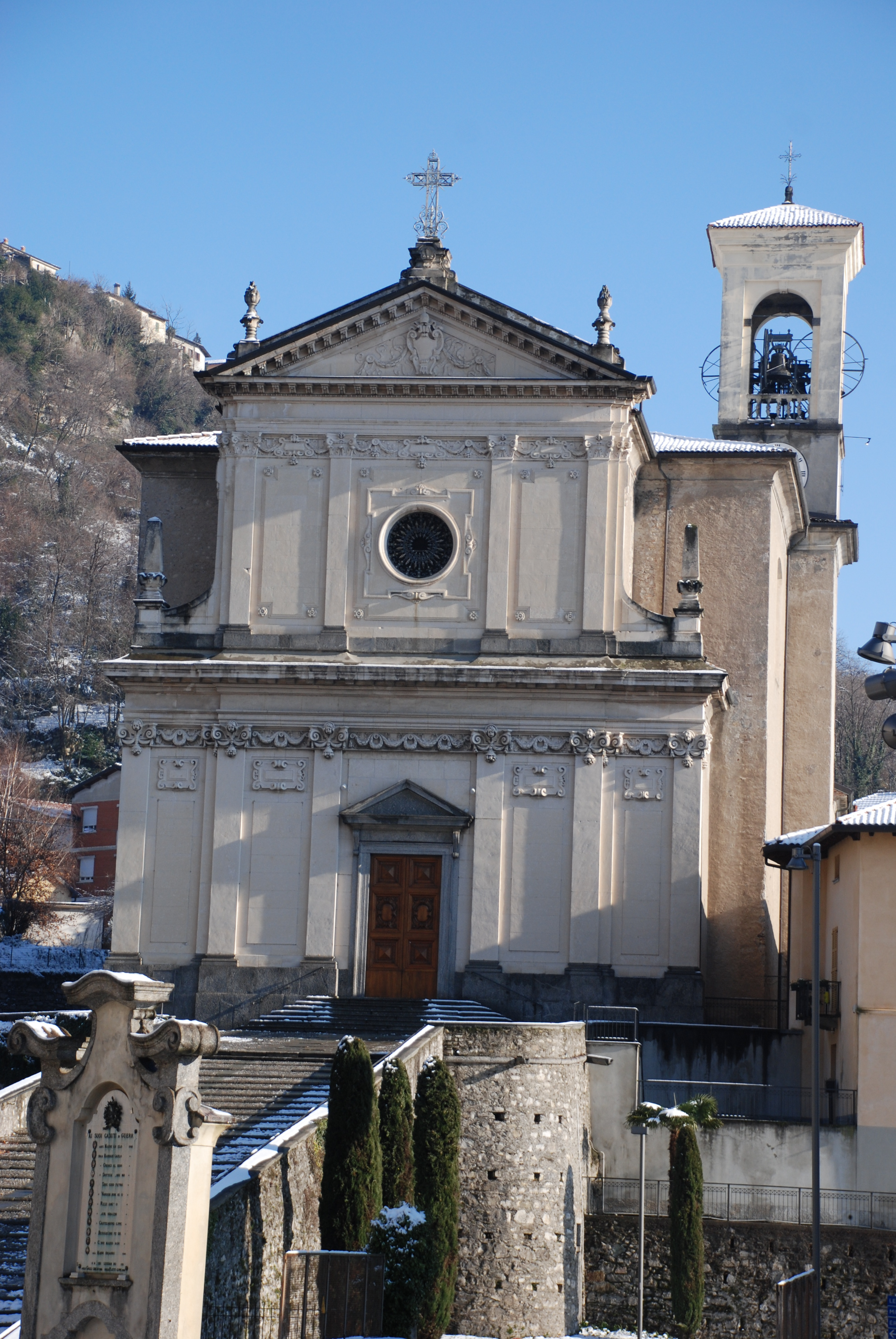
La chiesa
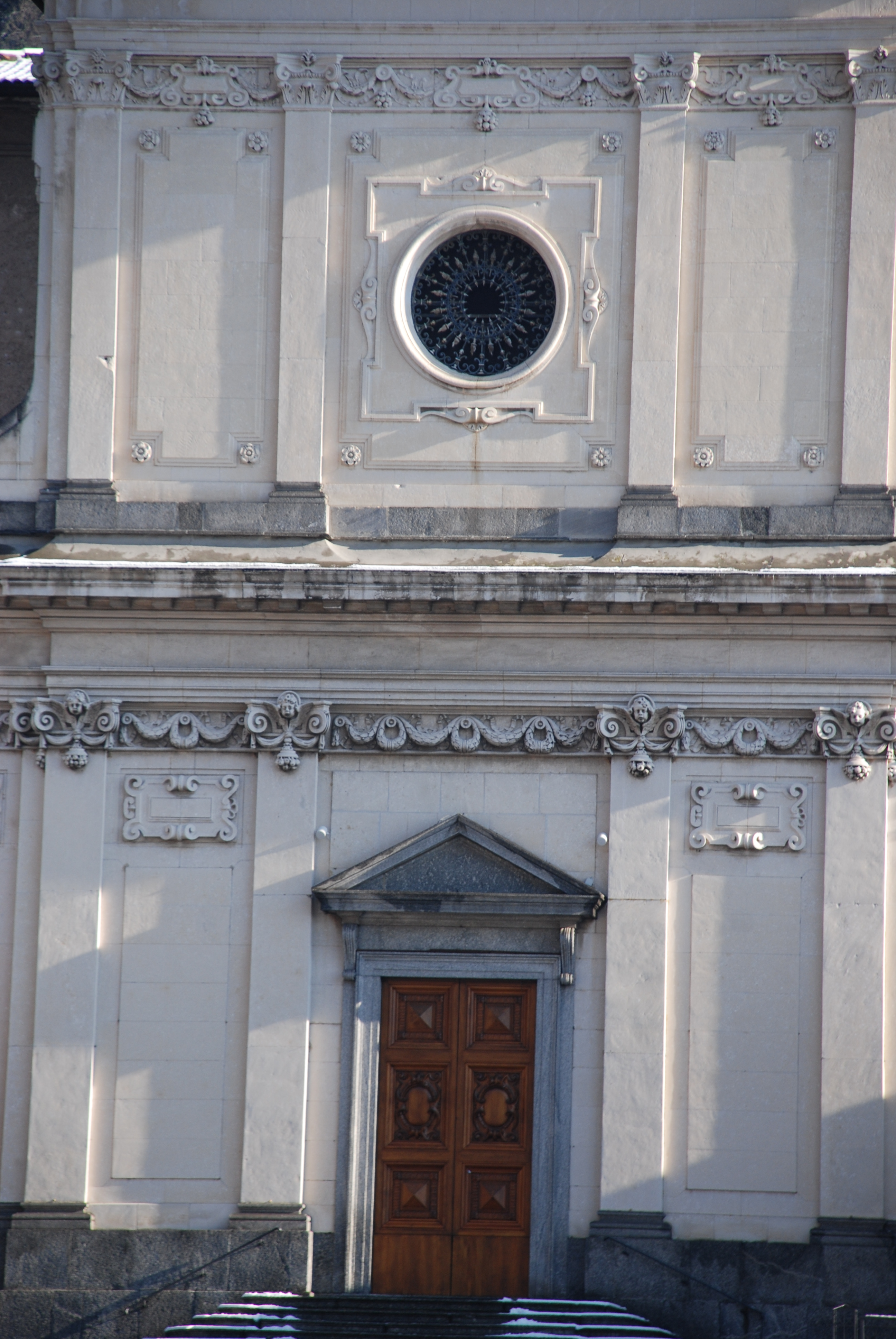
Particolare della facciata
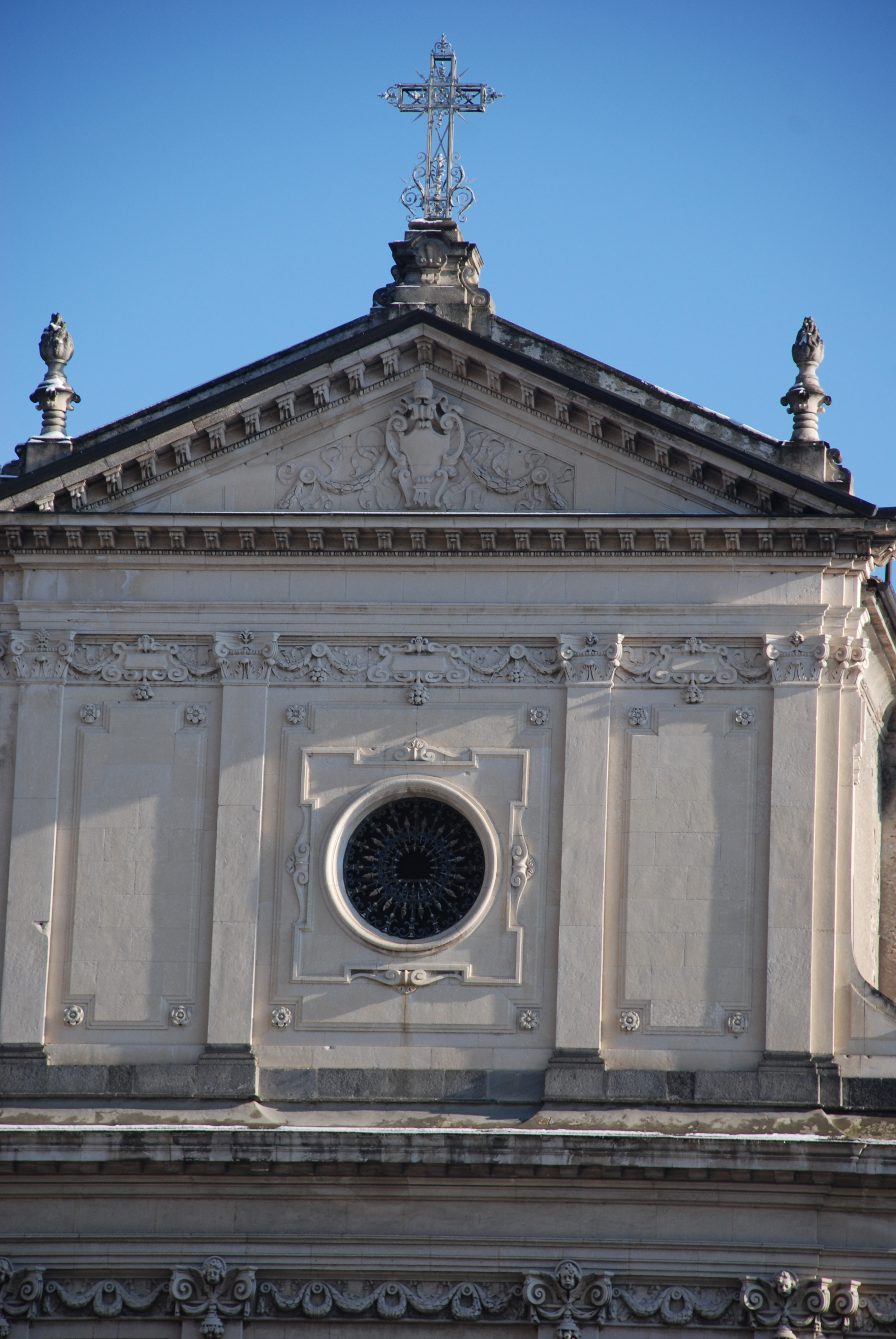
Particolare superiore della facciata
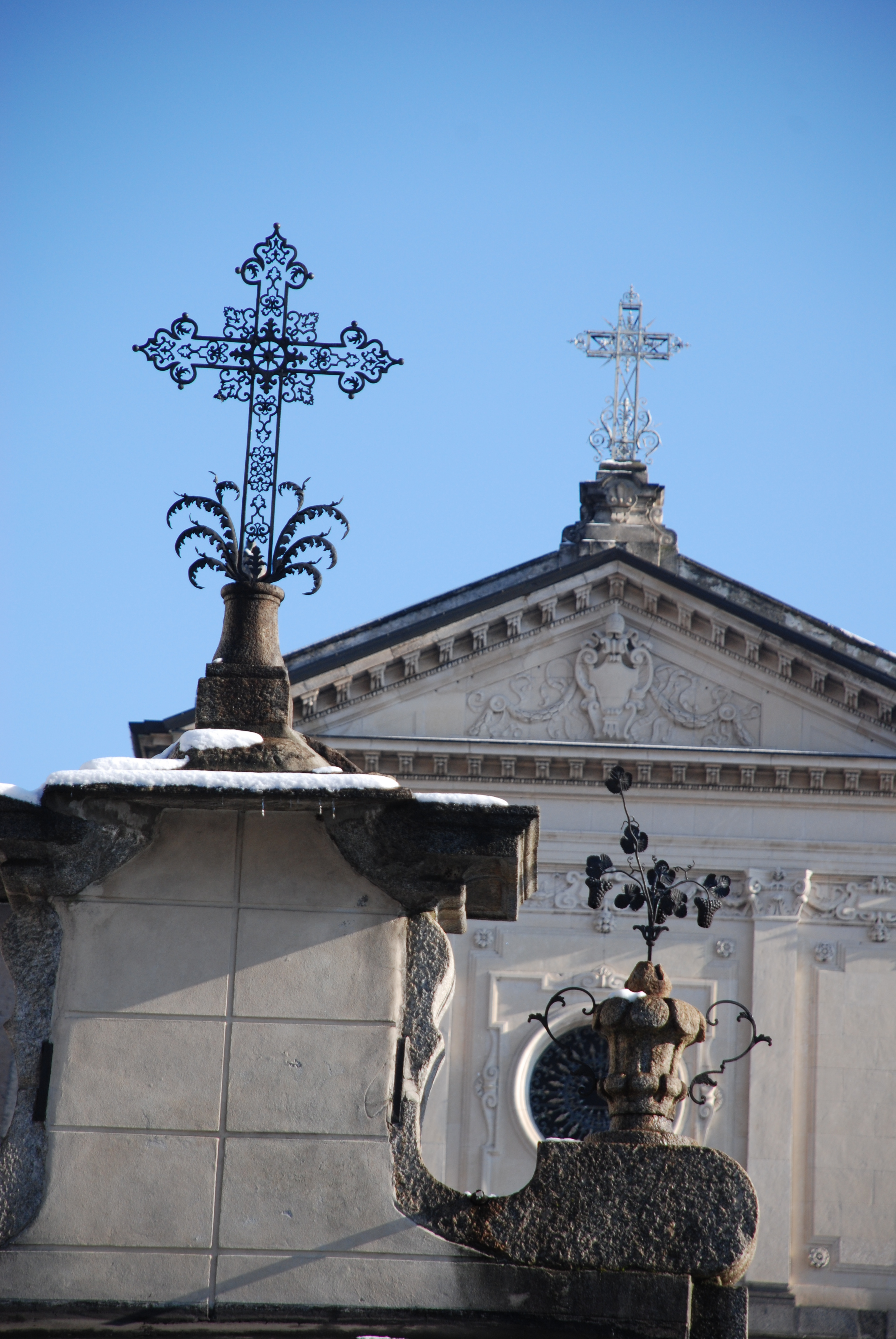
Particolare della croce della santella e la chiesa

#### Convento di San Bernardo
La più antica delle chiese che si trovano nel territorio di Ponte Lambro, tuttavia, è quella del convento di San Bernardo, nel territorio di Lezza. Nonostante si parli di una chiesa medievale della quale oggi non c'è traccia, la prima segnalazione risale al 1566, quando dopo una visita pastorale venne annotata la frase in latino medievale "oportet destriere dictam ecclesiam" (in italiano "è necessario che detta chiesa sia distrutta"). Nel 1584, infatti, la chiesa non fu segnalata dalla curia di Milano, anche se l'ipotesi vuole che il convento sia stato solo restaurato.
Il convento ha una pianta ad aula unica conclusa da un'abside rettangolare e affiancata da una cappella per lato. La facciata, d'impostazione rococò e realizzata nel XVIII secolo, fu successivamente modificato. Gli interni sono sormontati da una pseudologgia in stucco e la volta dell'abside è dipinta.
La chiesa, che nel corso dei secoli subì numerosi rimaneggiamenti, il più evidente dei quali è la modifica della cappella alla destra dell'altare, ospita, proprio in quest'ultima cappella, dipinti murali risalenti al tardo Cinquecento o al primo Seicento e realizzati forse dallo stesso pittore che dipinse due profeti e alcuni angeli nella cappella opposta. Dello stesso periodo sono gli stucchi di entrambe le cappelle, sormontati da un timpano e realizzate in stile tardo-rinascimentale, e forse il soffitto a cassettoni, mentre l'altare barocco, decorato con intarsi, è del XVIII secolo. Barocca è anche la Madonna conservata nell'altare, accolta da una nicchia come tutte le sculture presenti nella chiesa. Le rimanenti opere dell'interno sono invece novecentesche e furono realizzate da Emilio Magistretti su commissione del parroco dell'epoca, Adalberto Catena.
Interessanti anche le opere conservate nella sagrestia: fra queste, i dipinti secenteschi che rappresentano la Cena di Emmaus e la Madonna e tre frammenti di pannelli in cotto dipinto, probabilmente settecenteschi e certamente rococò, con Angeli rappresentati imitando i motivi del marmo. Nella visita pastorale del 1566 si fa menzione anche di un pallio dipinto in pelle di Santa Maria Elisabetta oggi andato perduto. Da una botola nel corridoio che conduce alla sagrestia, inoltre, è possibile raggiungere la santella secentesca con una Madonna in gloria.
Degna di menzione perché probabilmente risalente alla chiesa originaria, infine, la santella con Cristo crocefisso tra due santi monaci, databili al XV secolo e attribuibili agli stessi serviti, che si trovano alle spalle dell'altare maggiore, in un passaggio di servizio del convento. Di fronte all'affresco, ospitato da una lunetta, sono presenti i monogrammi, anche in questo caso quattrocenteschi, dei Servi di Maria.

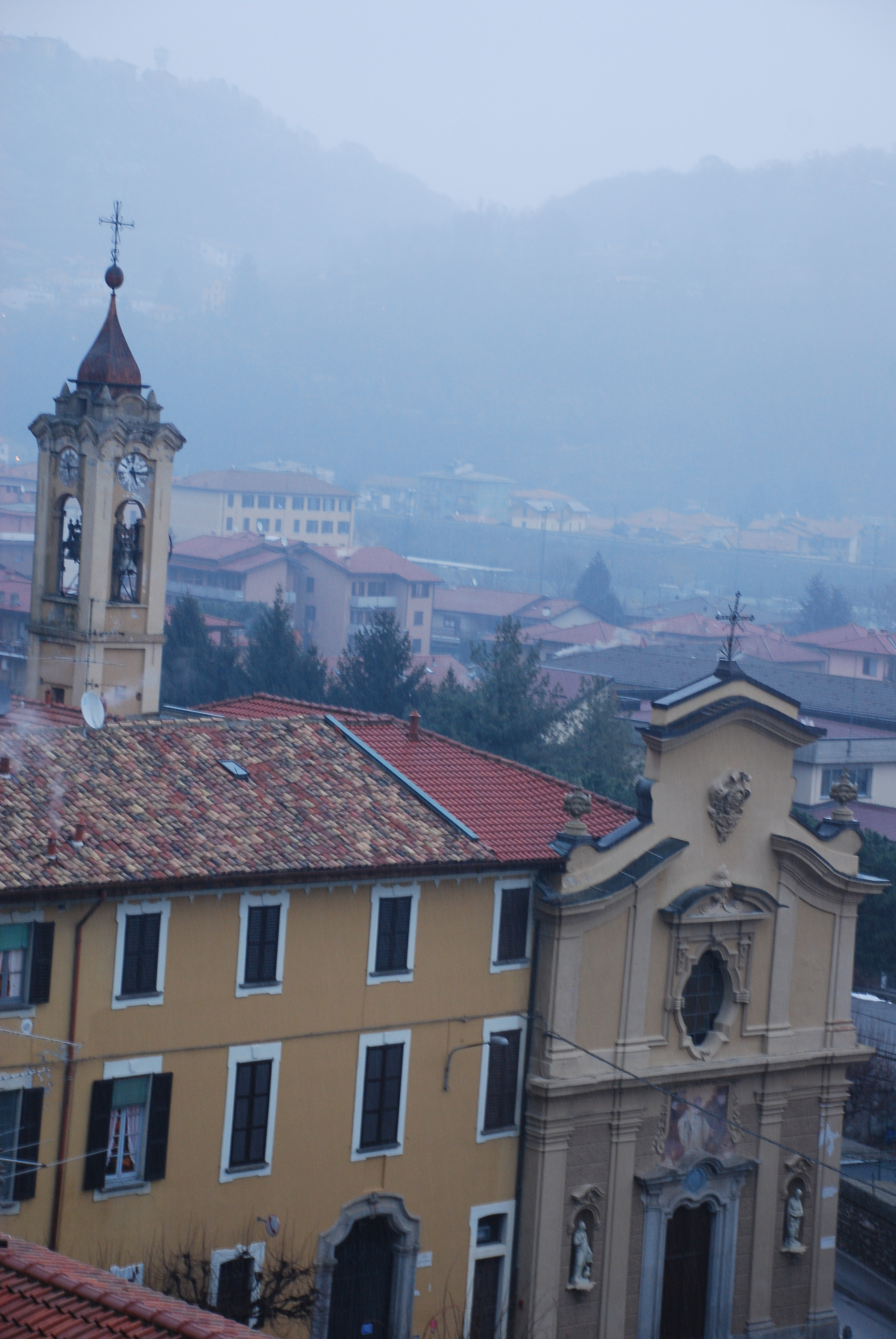
La chiesa, il campanile e l'ex convento
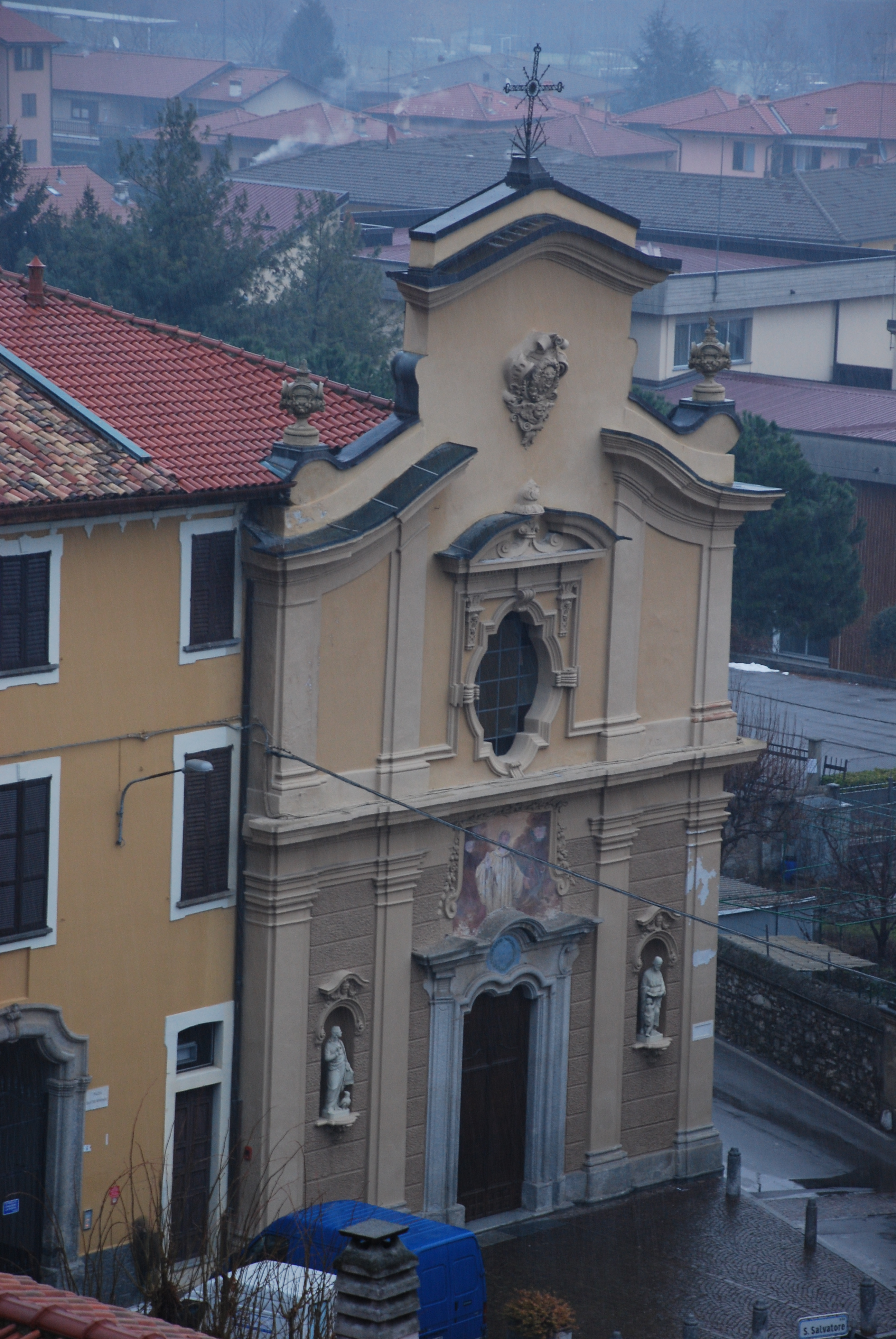
La chiesa e la piazza antistante
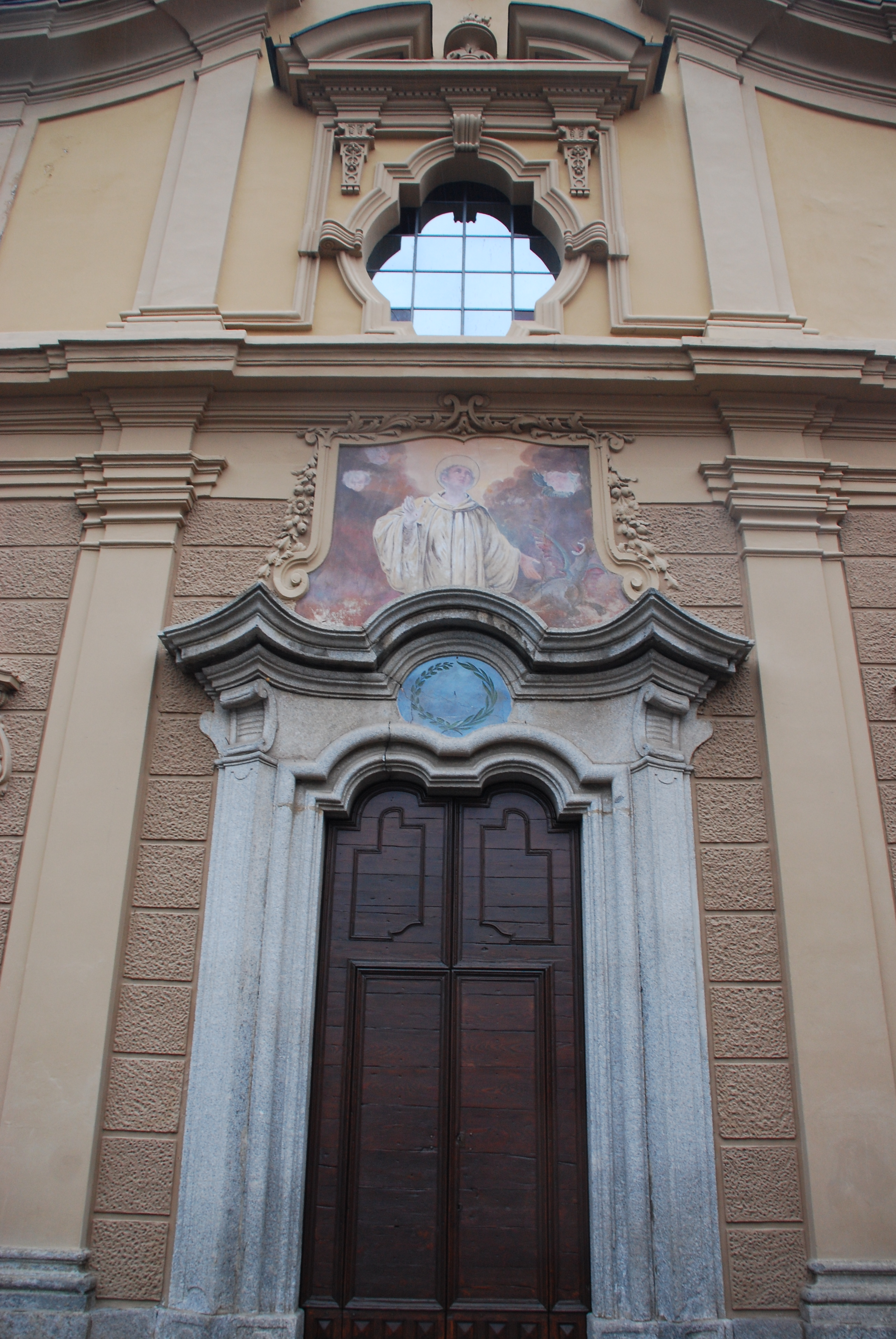
Particolare della facciata
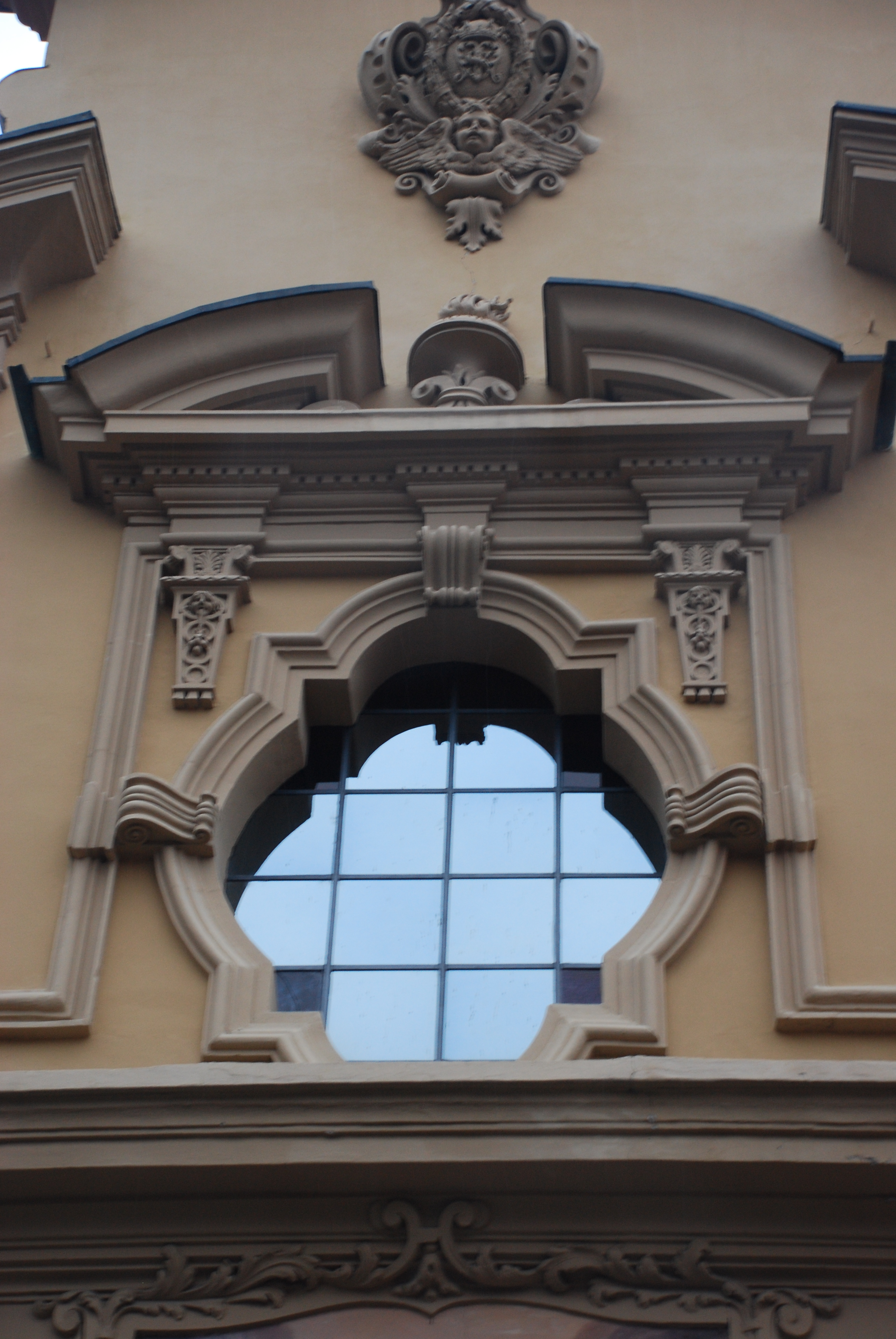
Particolare del rosone
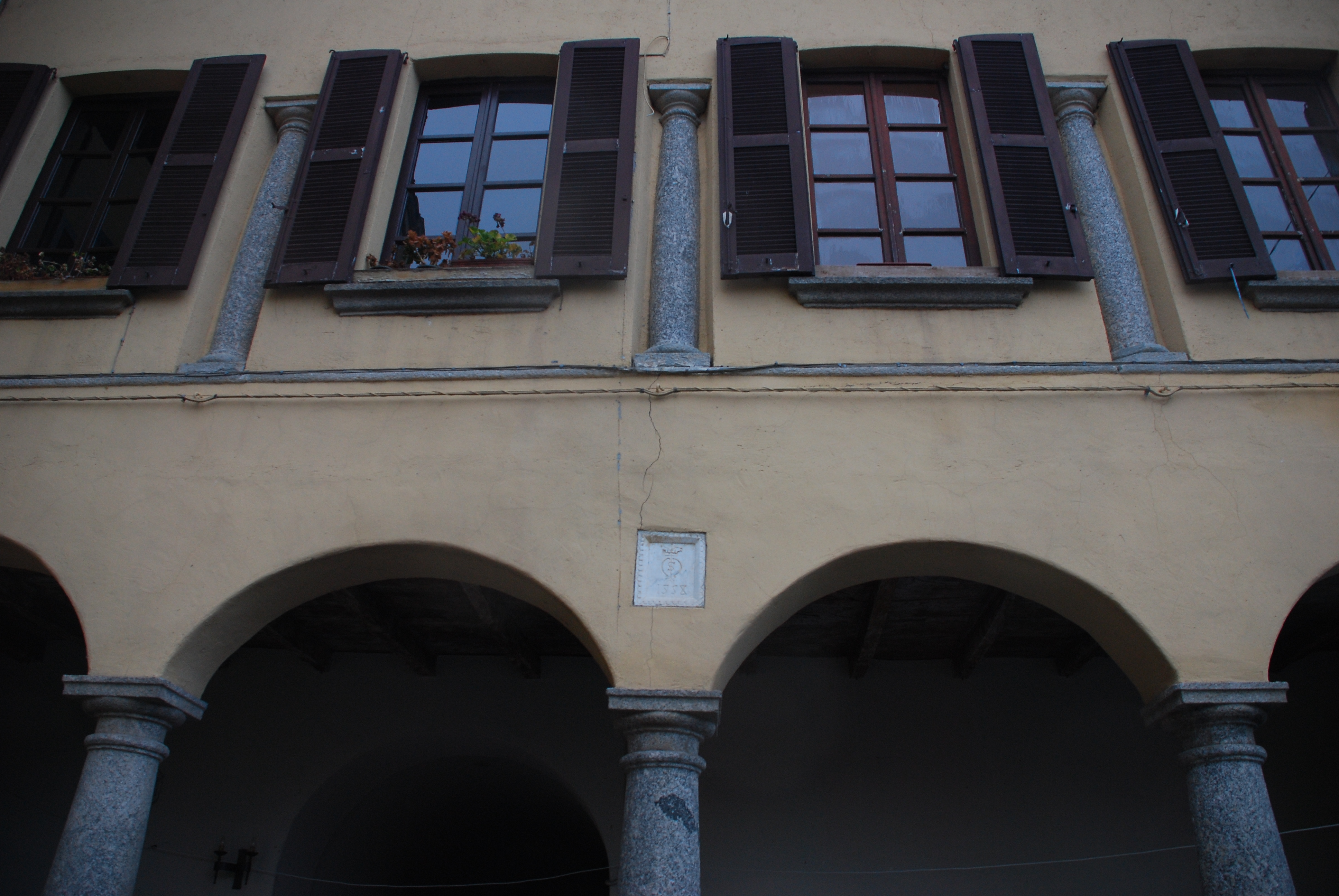
Particolare esterno dell'ex convento
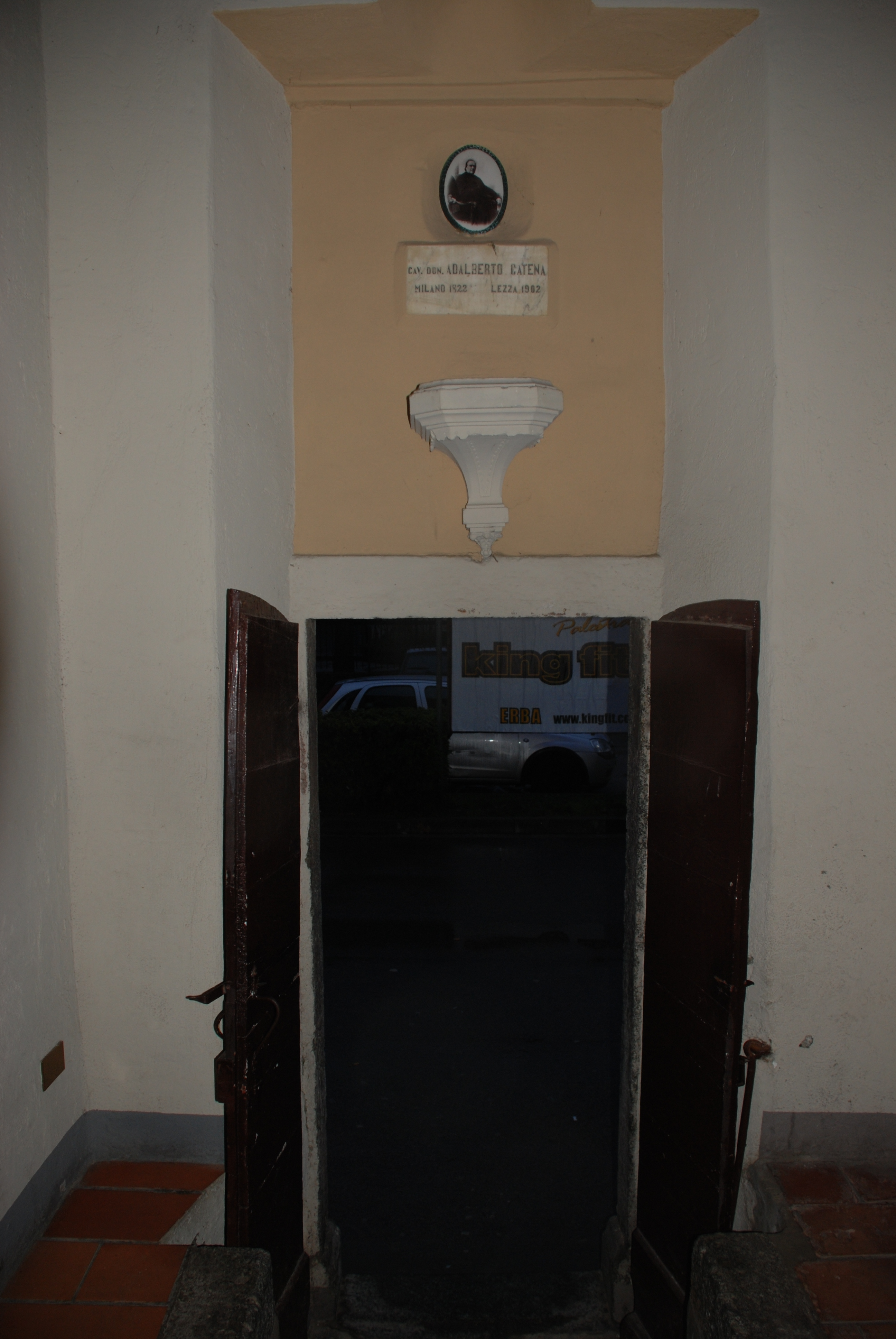
Particolare interno dell'ex convento
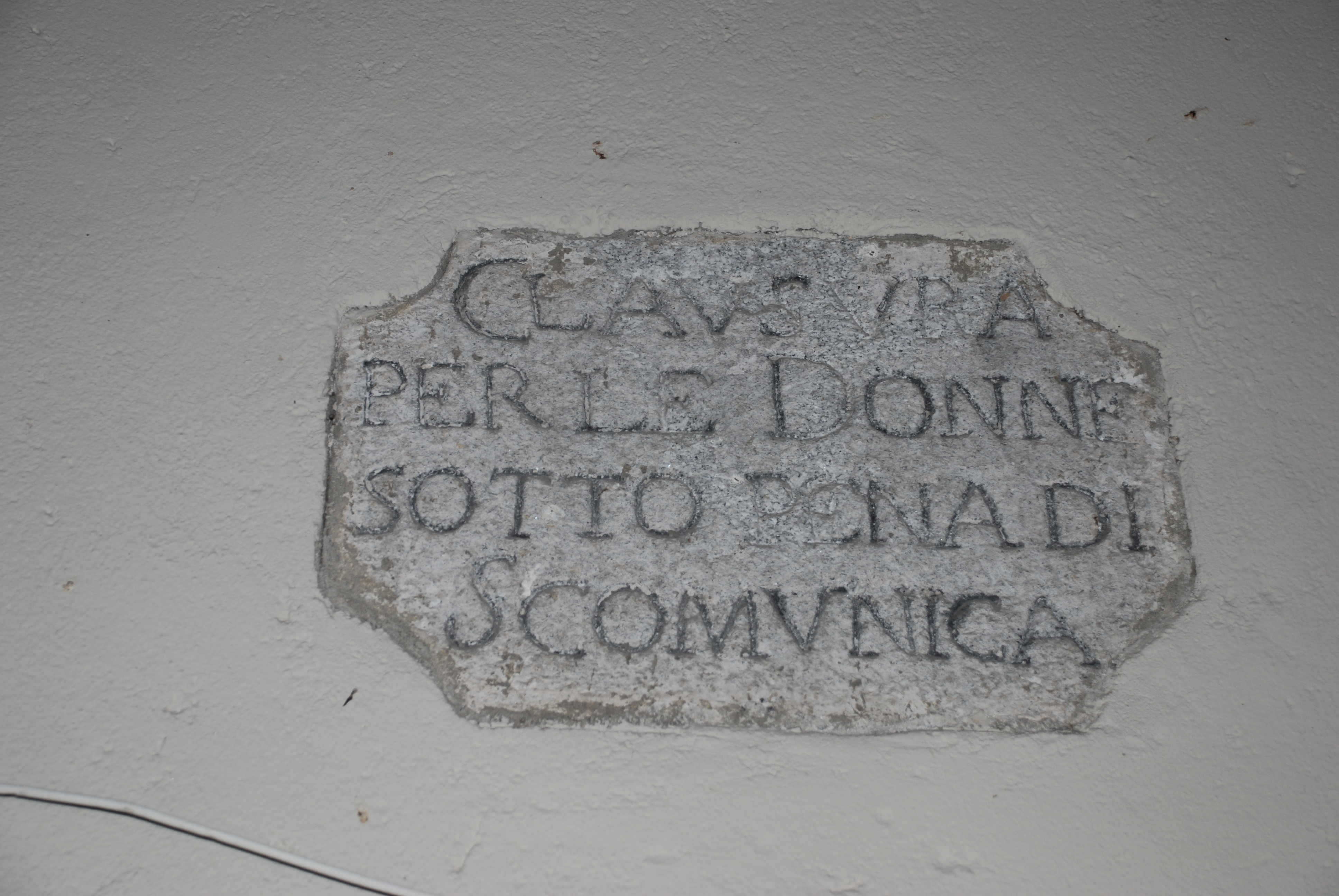
Particolare interno dell'ex convento

Dal 1482 al 1779 il convento ospitò i frati dell'ordine dei serviti, arrivati appositamente da Firenze su esplicita richiesta da parte dei pontelambresi. A mettere la parola fine all'esperienza conventuale fu la secolarizzazione dei beni ecclesiastici voluta da Napoleone Bonaparte.

#### Le santelle
Nel territorio comunale, inoltre, si trovano numerose santelle. Oltre a quelle conservate nel convento di San Bernardo e citate nel paragrafo precedente, eccone l'elenco:
- La Madonna con il Bambino ed angeli, risalente al XVIII secolo, è probabilmente la più antica. L'affresco si trova in una cappella in via Fiume.
- Coevo è l'affresco con San Rocco che si trova in via Garibaldi, a Lezza. L'affresco, che si trova sul muro interno di un portico, secondo la leggenda sarebbe stato realizzato da un viandante ospitato per la notte.
- Al Settecento risale anche la Santella di Santa Caterina, ospitato in una cappella in granito affiancata da due cappelle analoghe in piazza Puecher, a ridosso della chiesa parrocchiale. Oltre all'affresco, che secondo alcuni studiosi rappresenta un momento della vita di Santa Caterina d'Alessandria e secondo altri la Comunione della Madonna, nella cappella si trova un sepolcro, anch'esso in granito.
- Fu invece realizzata nel Settecento, ma rimaneggiata successivamente e restaurata negli anni settanta e ottanta del XX secolo, la Madonna con il Bambino tra San Rocco e San Sebastiano. L'affresco si trova in una cappella in via Trieste.
- Del primo Ottocento è invece il Crocifisso ligneo di via General Guaita. La scultura, ospitata da una piccola edicola, era usata come crocifisso processionale.
- Allo stesso secolo risale la Madonna del Rosario con Sant'Antonio affrescata sul muro interno di un cortile in via Garibaldi, a Lezza, poco distante dalla santella di San Rocco. Secondo la leggenda sarebbe un ex voto fatto da realizzare da una donna per ringraziare Sant'Antonio, che la donna riteneva avesse fermato un toro fuggito dal macello allora ospitato nel cortile, salvandole la vita.
- Nel tardo Ottocento fu infine realizzato l'affresco con la Madonna in gloria con il Bambino che si trova in località La Fola. Anche questo affresco è un ex voto: fu realizzato per volontà di Rita Villa Tosi dopo il salvataggio del figlio da un annegamento. Fino agli anni quaranta del XX secolo sulla testa affrescata della Madonna era poggiata, secondo la tradizione popolare, una corona, poi trafugata.
- L'affresco con la Madonna della Pace che si trova poco distante, invece, deve il suo aspetto attuale a un artista che l'avrebbe realizzata nel 1915 circa come ringraziamento. Sotto l'affresco, affiancato da altri ex voto, tuttavia, ci sarebbe una Deposizione di Cristo precedente. Il nome "Madonna della Pace" si deve alla parola "Pace" riportata ai piedi dell'immagine sacra, ma secondo alcuni studiosi si tratterebbe della firma dell'autore.
- All'inizio del Novecento risale anche la Madonna della medaglia miracolosa ospitata da una nicchia in pietra in via Filzi, a Lezza. La statua è in gesso dipinto.
- Del primo Novecento è anche la Madonna con Bambino fatta realizzare in via Nazario Sauro, a Lezza, dalla famiglia Giussani. L'opera originaria, realizzata in rame per celebrare il ritorno di Antonio Giussani dalla prima guerra mondiale, è stata tuttavia rimossa dalla nicchia originaria e conservata dalla famiglia proprietaria. Oggi la nicchia ospita una stampa dell'opera.
- Per ricordare la Grande guerra fu realizzato anche il Cristo Benedicente in gesso ospitato da una grotta in piazza IV Novembre, a Lezza. La statua fu realizzata come monumento ai caduti nel 1923.
- Un'altra statua in gesso colorato, realizzata nel 1929 e realizzata in una grotta ricavata entro una cappella in via Leonardo da Vinci, a Mazzonio. La statua riproduce la Madonna di Caravaggio il cui dipinto sarebbe stato conservato nell'androne del castello di Mazzonio. La statua è diventata meta di pellegrinaggi ed è attorniata da numerosi ex voto.
- La più recente santella, infine, è un bassorilievo in gesso colorato che rappresenta la Sacra Famiglia e si trova in piazza San Salvatore, a Lezza. Sarebbe stata realizzata per tenere lontani i briganti per volontà dei contadini locali.

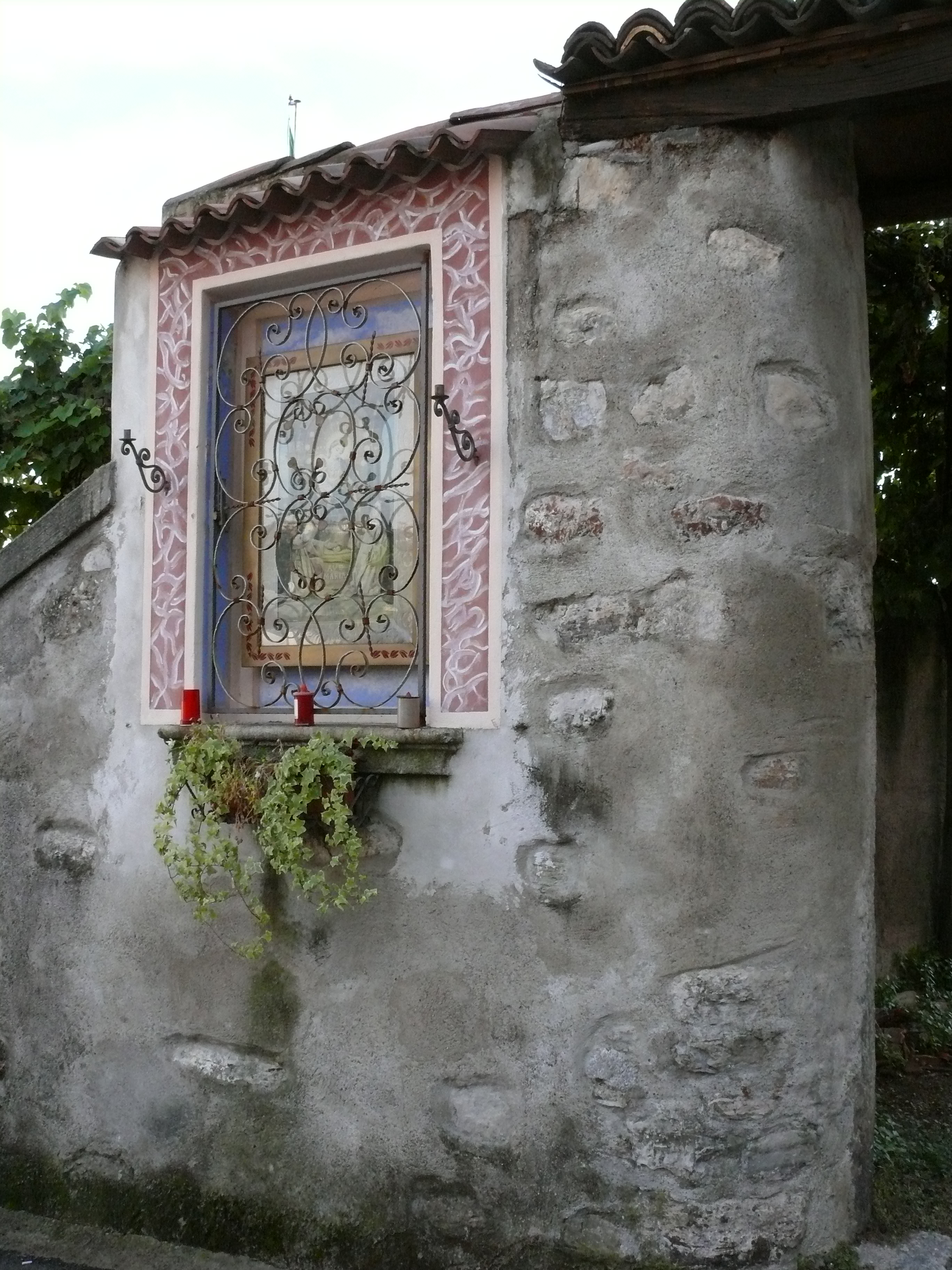
Madonna con Bambino
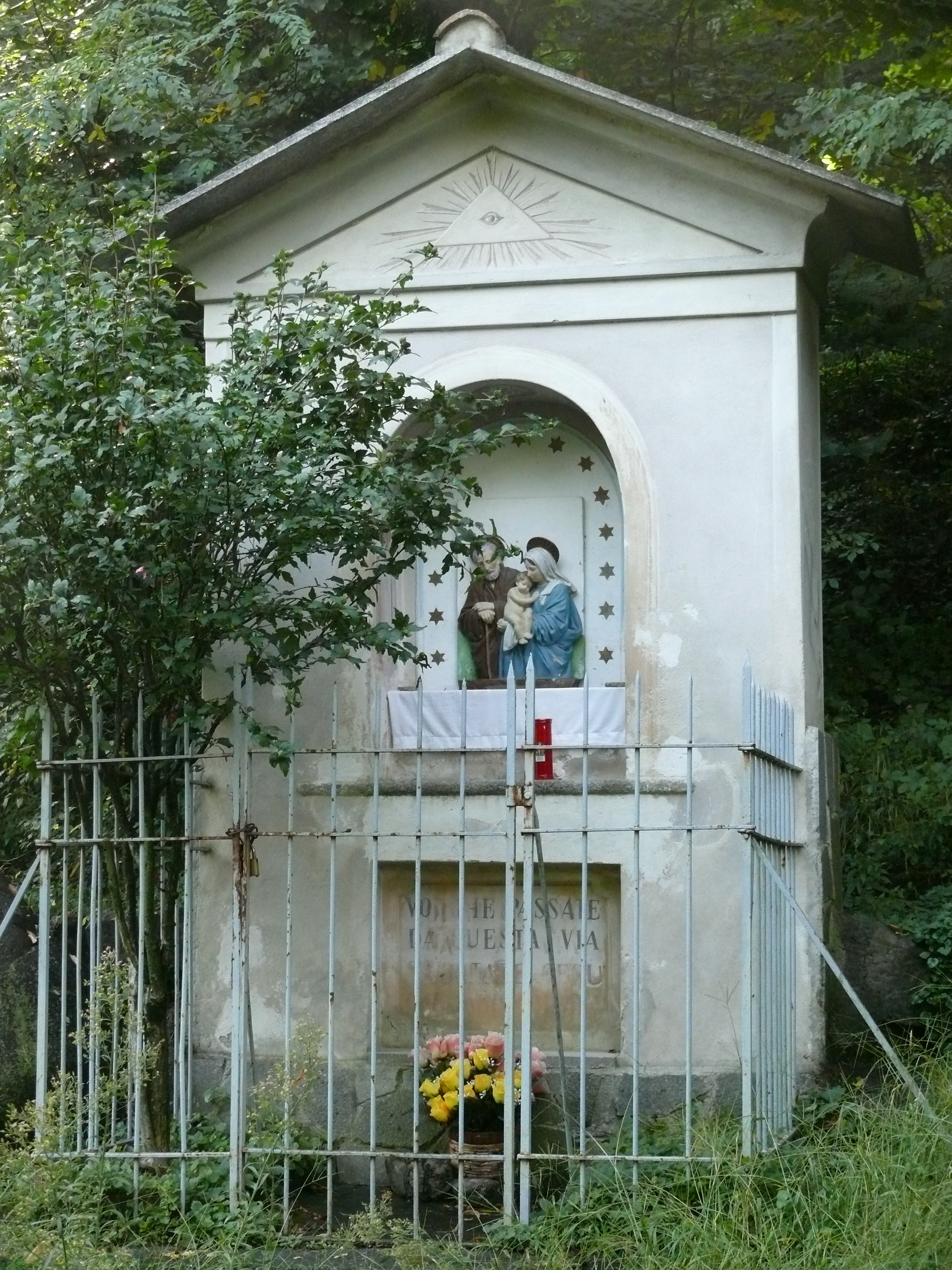
Sacra Famiglia
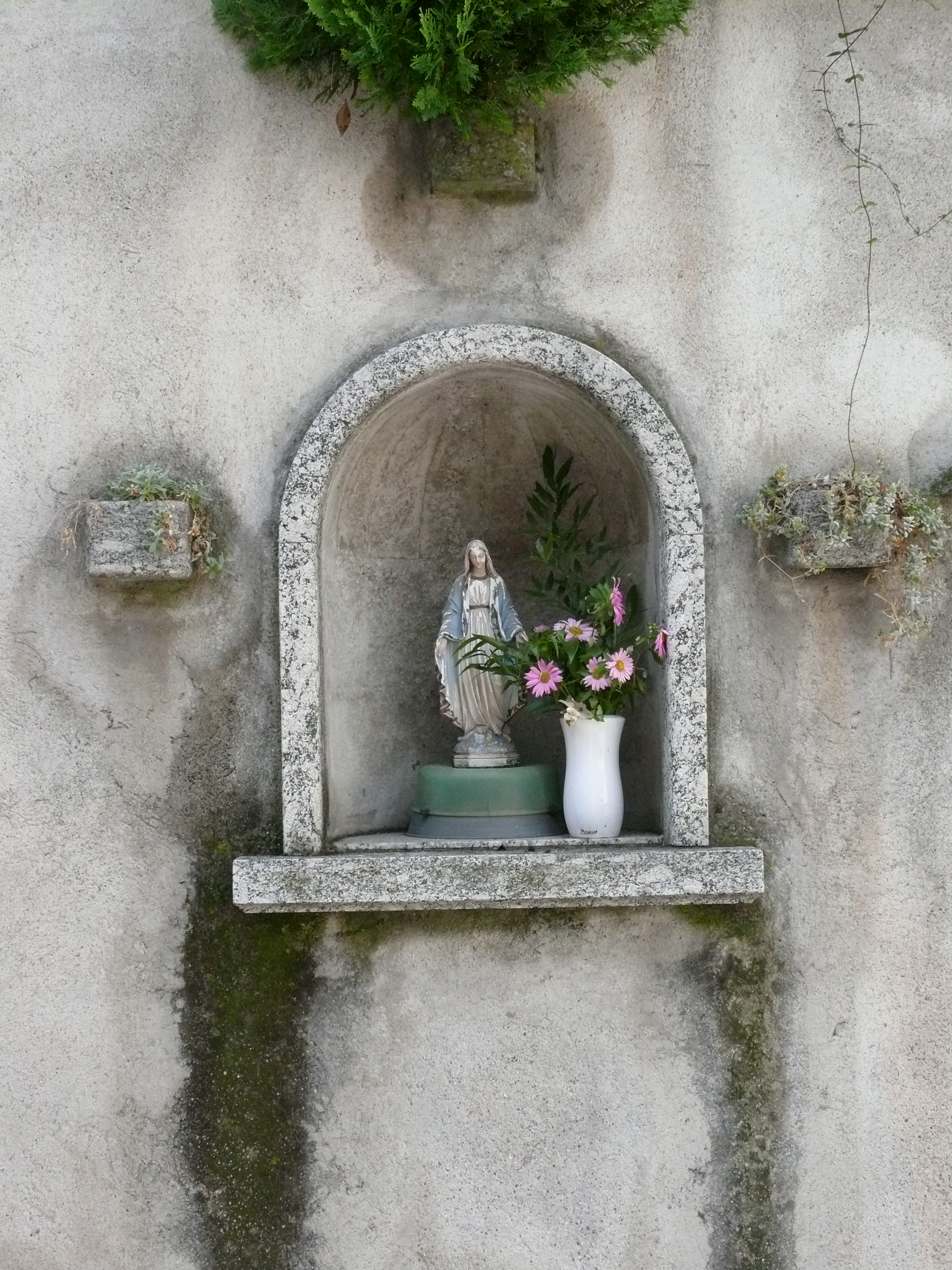
Madonna di Lourdes - Lezza
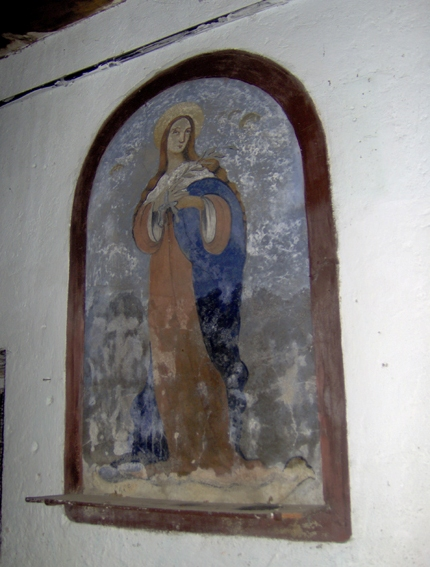
Madonna della Pace
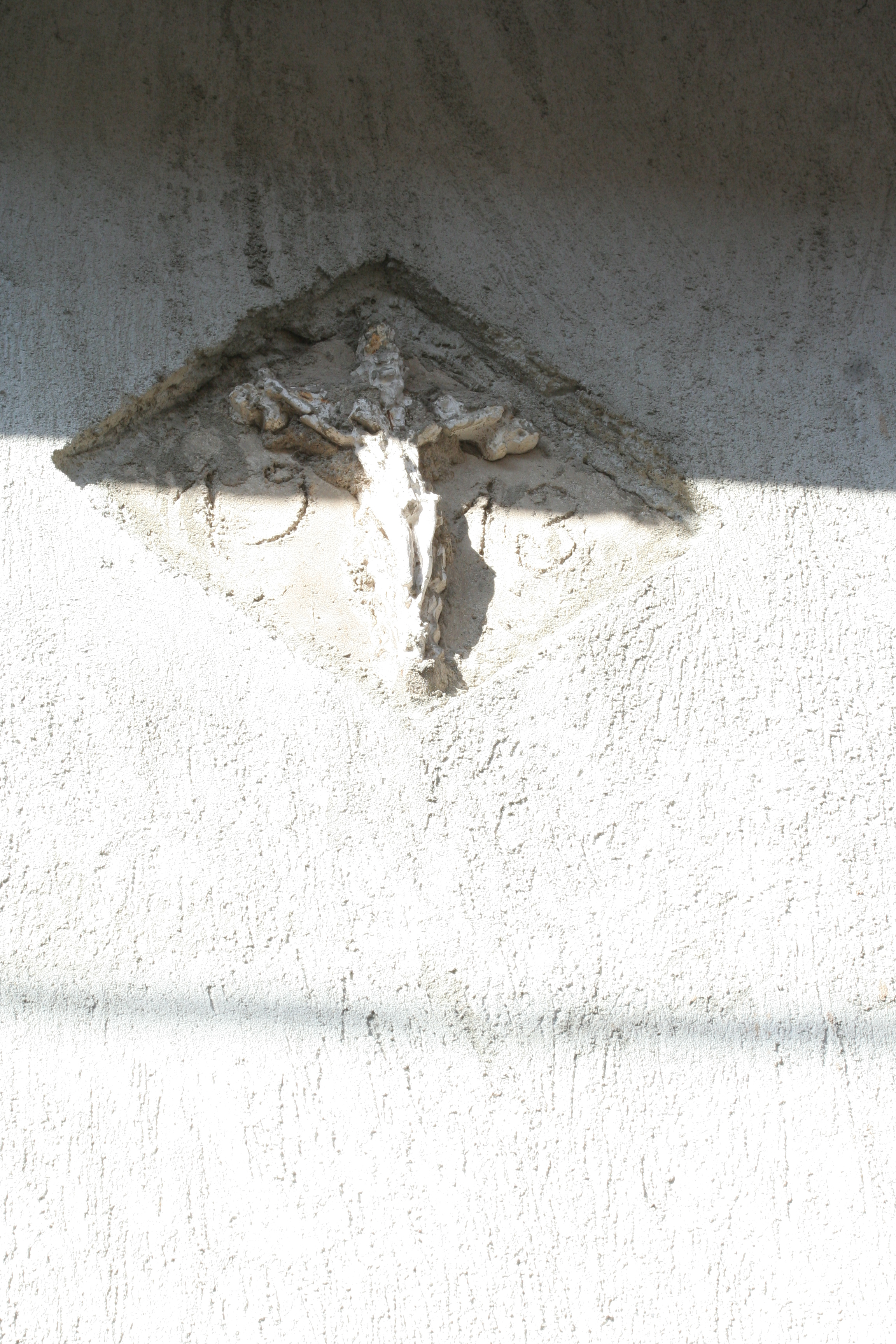
Crocifisso
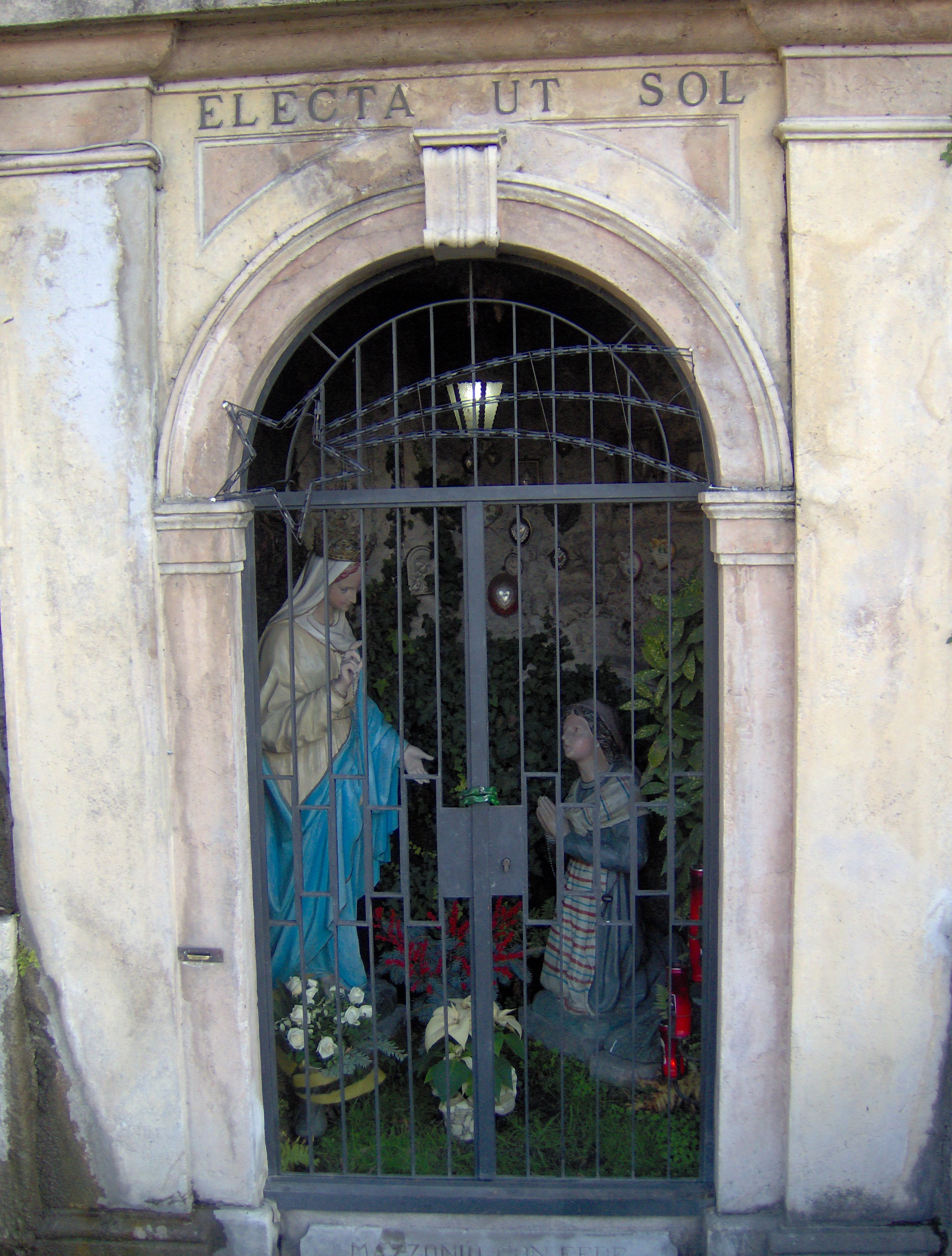
Madonna di Caravaggio  - Mazzonio
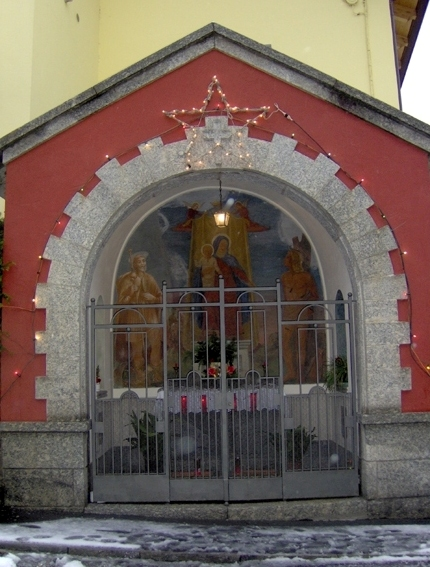
Madonna con il bambino tra San Rocco e San Sebastiano

### Architetture civili

#### Sito archeologico di Cascina Schieppo
Di sicuro rilievo è il sito archeologico di Cascina Schieppo, dove nel XX secolo fu trovata una casa colonica romana. All'interno del sito archeologico sono state trovate altre rovine, alcune monete romane e alcuni manufatti coevi.

#### Castello di Mazzonio
Risalente al XIII secolo è invece il castello di Mazzonio, realizzato per volontà del signore locale, Arduino. Del castello, oggi in rovina, si conservano una torre dotata di feritoie.

#### Villa Matilde
Fatta edificare da Pier Ambrogio Curti in onore della moglie, Villa Matilde è una dimora tardo-ottocentesca situata non lontano dal Lambro.

#### Lavatoio di Lezza

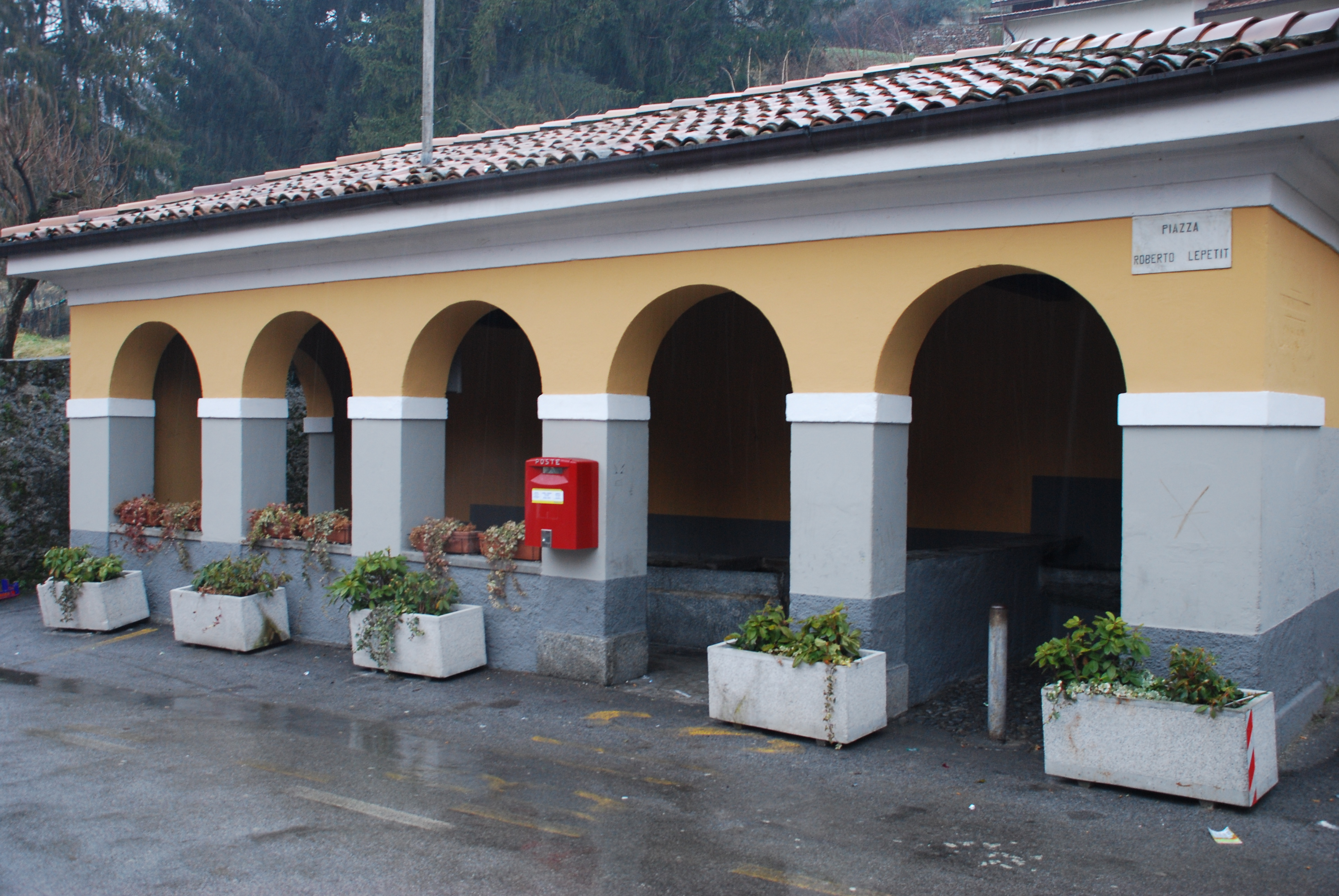
Il lavatoio di Lezza
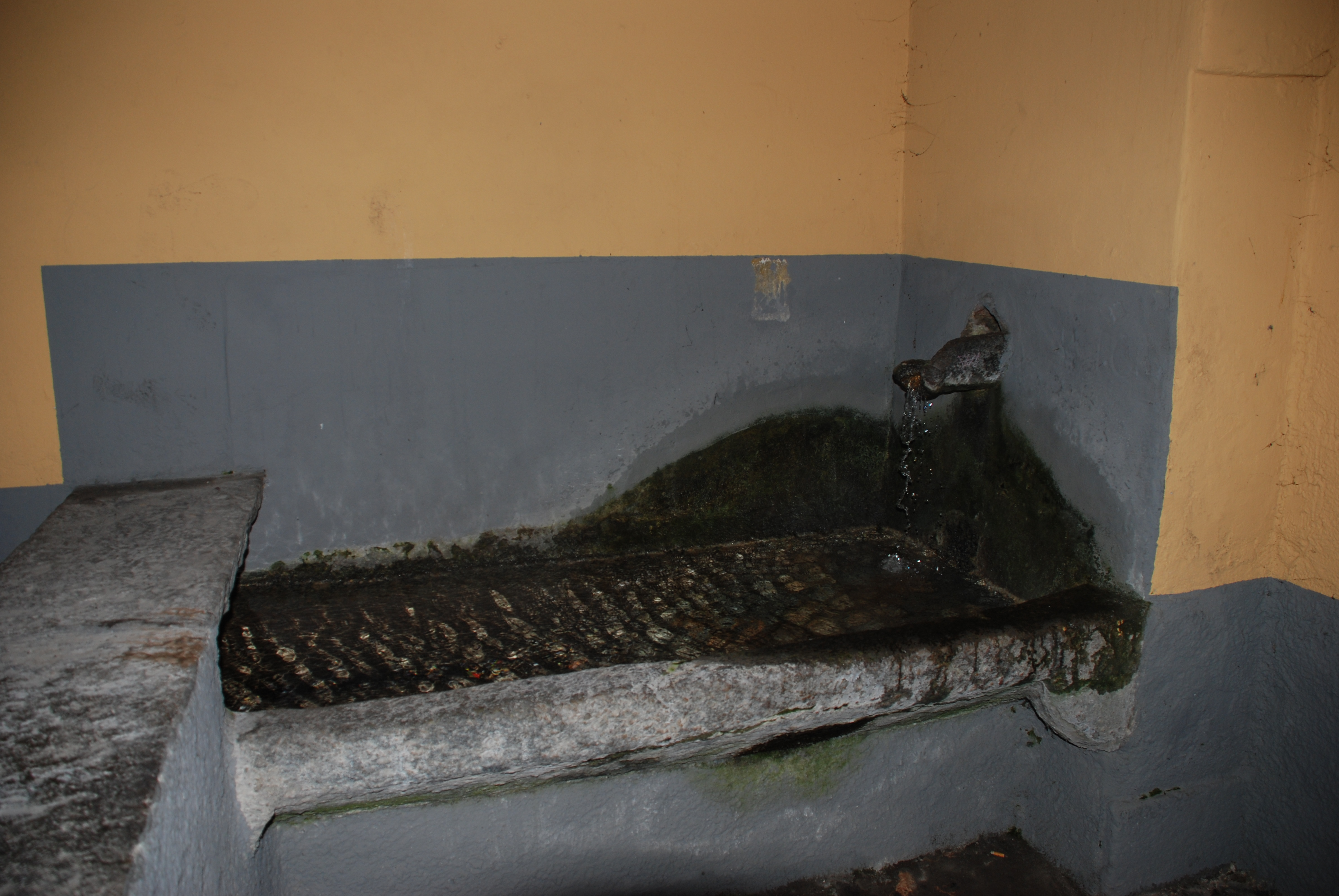
La fonte
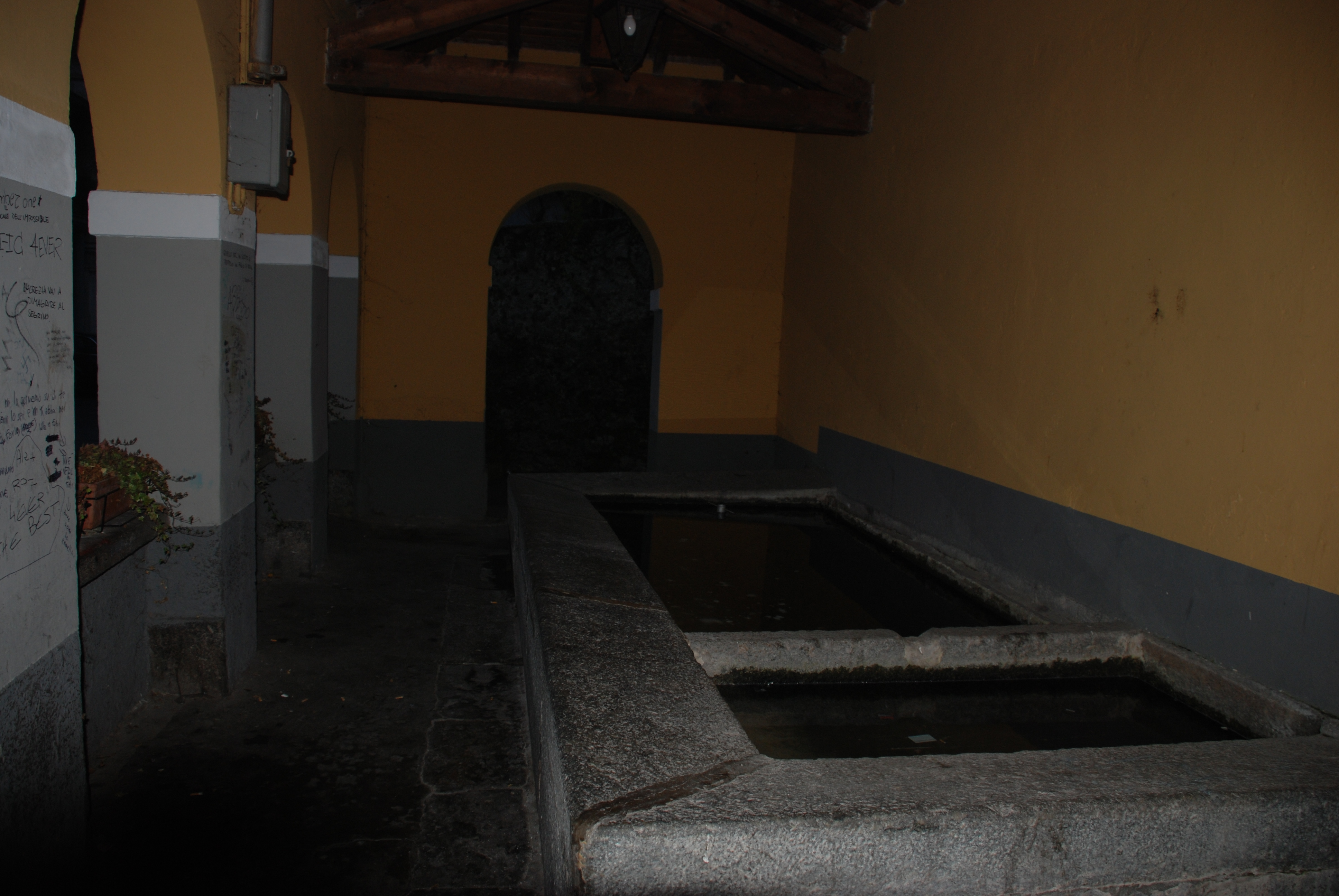
Le vasche

#### Altro
- Uno dei ponti sul Lambro che permettono l'ingresso in paese giungendo da Crevenna insiste su un'arcata risalente al Medioevo.[14]

## Società

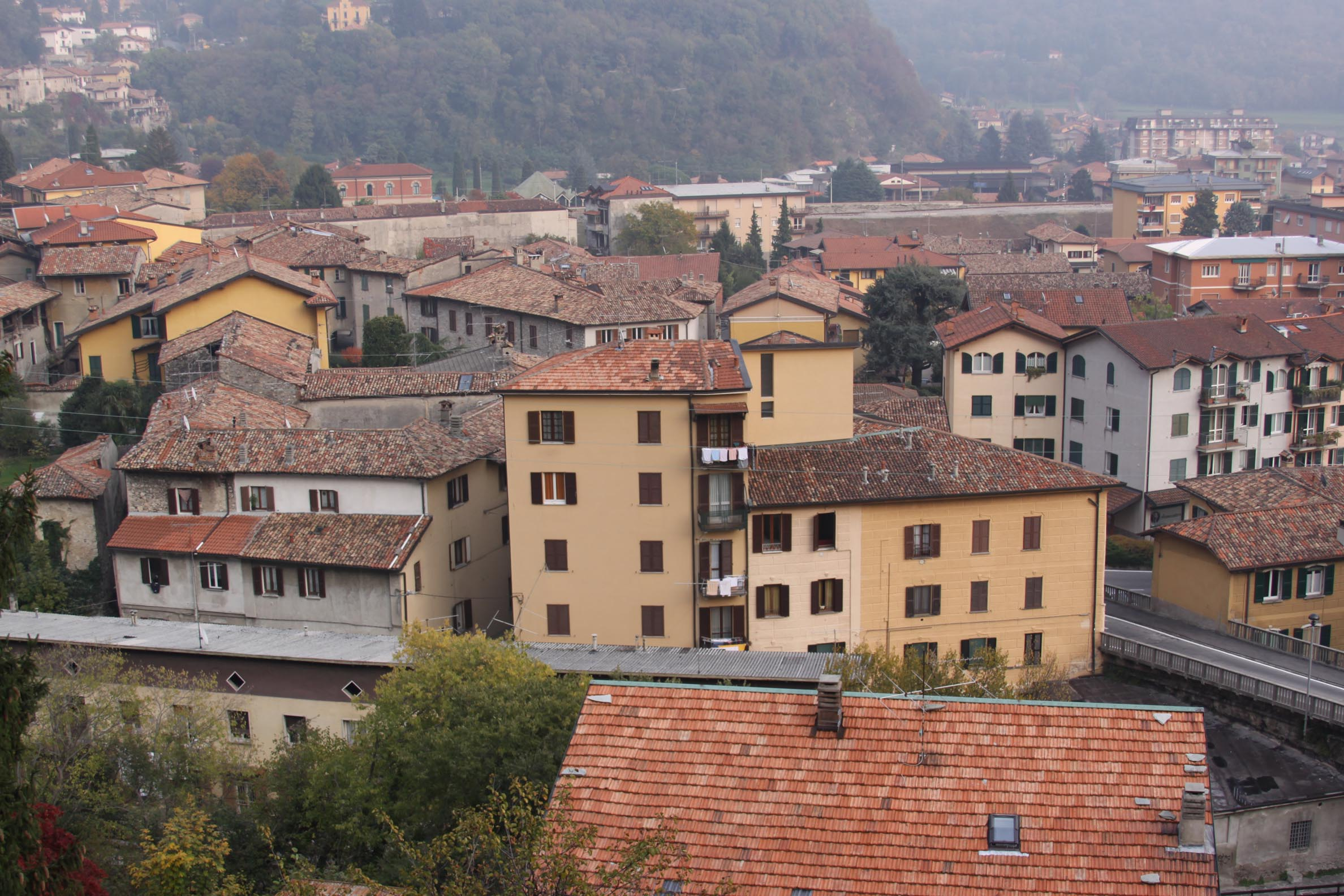
Uno scorcio di Ponte Lambro

### Evoluzione demografica

#### Demografia pre-unitaria
- 437 nel 1751 con Cassina Busingallo
- 543 nel 1771
- 618 nel 1799
- 1 001 nel 1805
- 1 533 nel 1809 dopo annessione di Arcellasco e Lezza
- 862 nel 1853

fonte: lombardiabeniculturali

#### Demografia post-unitaria
- 890 nel 1861
- 889 nel 1881
- 1 123 nel 1901
- 1 079 nel 1921

fonte: lombardiabeniculturali
Abitanti censiti

### Etnie e minoranze straniere
Secondo i dati ISTAT al 31 dicembre 2009 la popolazione straniera residente era di 517 persone. Le nazionalità maggiormente rappresentate in base alla loro percentuale sul totale della popolazione residente erano:
- Siria 122 2,74%
- Marocco 71 1,59%
- Romania 56 1,26%

## Economia
L'economia locale si basa su un'ampia tradizione siderurgica: ai magli e alle fucine locali, attivi almeno dal XIV secolo, fu affidata a partire dal 1397 la fornitura dell'acciaio per la costruzione del Duomo di Milano. Risale invece al XVIII secolo la realizzazione di un setificio.

## Infrastrutture e trasporti
Il comune è servito da una fermata delle FerrovieNord (ferrovia Milano-Asso). Ponte Lambro si trova a 59 km dall'Aeroporto di Milano-Linate, a 71 da quello di Milano-Malpensa e a 76 dall'aerostazione di Bergamo-Orio al Serio.

## Amministrazione
| Periodo | Periodo   | Primo cittadino         | Partito                               | Carica  | Note   |
| ------- | --------- | ----------------------- | ------------------------------------- | ------- | ------ |
| 1859    | 1862      | Ambrogio Caspani        |                                       | Sindaco |        |
| 1862    | 1866      | Pietro Roscio           |                                       | Sindaco |        |
| 1866    | 1871      | Giuseppe Guaita         |                                       | Sindaco |        |
| 1871    | 1876      | Cesare Carpani          |                                       | Sindaco |        |
| 1876    | 1881      | Giuseppe Caldara        |                                       | Sindaco |        |
| 1881    | 1885      | Gedeone Bressi          |                                       | Sindaco |        |
| 1885    | 1893      | Giosia Zappa            |                                       | Sindaco |        |
| 1893    | 1895      | Aronne Rossi            |                                       | Sindaco |        |
| 1895    | 1900      | Guglielmo Bressi        |                                       | Sindaco |        |
| 1900    | 1902      | Giovanni Villa          |                                       | Sindaco |        |
| 1902    | 1914      | Giuseppe Castelletti    |                                       | Sindaco |        |
| 1914    | 1919      | Francesco Ratti         |                                       | Sindaco |        |
| 1919    | 1925      | Alessandro Scaraviglio  |                                       | Sindaco |        |
| 1925    | 1932      | Ottorino Palazzolo      |                                       | Sindaco |        |
| 1933    | 1934      | Aldo Bollani            |                                       | Sindaco |        |
| 1934    | 1939      | Aquilino Verga          |                                       | Sindaco |        |
| 1939    | 1943      | Aurelio Martegani       |                                       | Sindaco |        |
| 1943    | 1945      | Carlo Fusi              |                                       | Sindaco |        |
| 1945    | 1946      | Leo Diclemente          |                                       | Sindaco |        |
| 1946    | 1948      | Giuseppe Ghidotti       |                                       | Sindaco |        |
| 1948    | 1964      | Mauro Castelletti       |                                       | Sindaco |        |
| 1964    | 1965      | Francesco Mauri         |                                       | Sindaco |        |
| 1965    | 1976      | Pierluigi Maggi         |                                       | Sindaco |        |
| 1976    | 1995      | Carlo Tavecchio         |                                       | Sindaco |        |
| 1995    | 2004      | Romano Paiella          |                                       | Sindaco |        |
| 2004    | 2014      | Andrea Cattaneo         |                                       | Sindaco |        |
| 2014    | 2019      | Ettore Antonio Pelucchi | lista civica Insieme per Ponte Lambro | Sindaco | [ 16 ] |
| 2019    | 2024      | Ettore Antonio Pelucchi | lista civica Insieme per Ponte Lambro | Sindaco | [ 16 ] |
| 2024    | in carica | Ettore Antonio Pelucchi | lista civica Insieme per Ponte Lambro | Sindaco | [ 16 ] |

### Gemellaggi
- Kam"janec'-Podil's'kyj, dal 2006[17] (patto di amicizia)
- Cortale, dal 2014[17]
- Zawiercie, dal 2014 (dal 2004 Patto di Amicizia)[17]

## Sport
A Ponte Lambro ha sede la squadra di calcio A.S.D. Pontelambrese militante in promozione